# Plaques de matrícula de Nova Escòcia

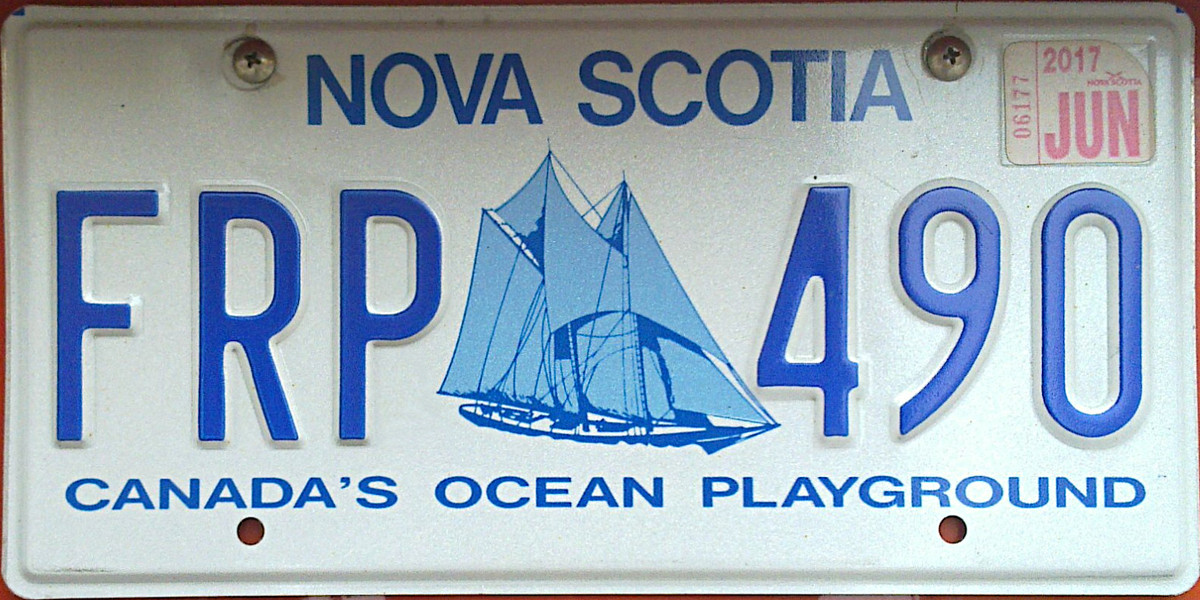
Model actual de matrícula introduït el 2011.

Les plaques de matrícula dels vehicle de Nova Escòcia es componen des de l'agost de 2011 d'un sistema aleatori de combinació alfanumèrica formada per sis caràcters, ordenats en dos grups de tres lletres i tres xifres, separats per una imatge gràfica de la goleta Bluenose (ex. ABC 123). Els caràcters són en relleu de color blau cel sobre un fons blanc reflectant, centrat a la part superior hi ha el nom de la província "NOVA SCOTIA" i a la inferior "CANADA'S OCEAN PLAYGROUND".
Les plaques són emeses pel Departament de Servei de Nova Escòcia. Només cal la placa posterior.

## Història
El govern provincial va exigir des del 1907 que els residents proporcionessin les seves pròpies plaques de matrícula dels vehicles de motor fins al 1918, any en què la mateixa província va començar a emetre-les.

### Models de 1918 fins 1959
| Imatge | Data d'expedició | Disseny | Lema       | Combinació utilitzada                       | Notes |
| ------ | ---------------- | --- | ---------- | ------------------------------------------- | --- |
|        | 1918             | Caràcters en blanc sobre fons verd. "NOVA SCOTIA", l'escut provincial i "1918" en vertical a l'esquerra.     | Sense lema | 1234                                        | Les plaques són de metall. |
|        | 1919             | Caràcters en negre sobre fons groc. "NOVA SCOTIA", escut provincial i "1919" en vertical a l'esquerra.       | Sense lema | 12345                                       | Canvi de mides a 6" x 13" (15,24 x 33,02 cm) fins al 1921. |
|        | 1920             | Caràcters en blanc sobre fons blau marí."NOVA SCOTIA", escut provincial i "1920" en vertical a l'esquerra.   | Sense lema | 12345                                       | Primera placa en relleu. |
|        | 1921             | Caràcters en negre sobre fons verd clar. "NOVA SCOTIA", escut provincial i "1921" en vertical a l'esquerra.  | Sense lema | 12345                                       | |
|        | 1922             | Caràcters en blanc sobre fons negre. "NS 22" en vertical a l'esquerra.                                       | Sense lema | 12-345                                      | Canvi de mides a 4 1/2" x 12 1/2" (11,43 x 31,75 cm) |
|        | 1923             | Caràcters en vermell sobre fonms gris. "NOVA SCOTIA 1923" a la dreta.                                        | Sense lema | 12-345                                      | Canvi de mides a 5 1/2" x 14" (13,97 x 35,56 cm) |
|        | 1924             | Caràcters en groc sobre fons negre. "NS 24" en vertical a la dreta.                                          | Sense lema | 12-345                                      | Canvi de mides a 4 1/2" x 11 1/4" (si només mostren 4 xifres) i 4 1/2" x 12 1/2" (si en mostren 5) |
|        | 1925             | Caràcters en negre sobre fons blanc. "NOVA SCOTIA–25" centrat a baix.                                        | Sense lema | 12-345                                      | Canvi de mides a 5 1/2" x 11 1/4" (13,97 x 28,57 cm) |
|        | 1926             | Caràcters en blanc sobre fons verd fosc. "NOVA SCOTIA 1926" centrat a baix.                                  | Sense lema | H12-345 / L12-345                           | El prefix "L" (de Light) s'utilitza per vehicles de menys de 3.000 lliures, i el prefix "H" (de Heavy) per vehicles de més de 3.000 lb. Això es repeteix el 1927. Canvi de mides a 5 1/2" x 12 1/4" (13,97 x 31,11 cm). |
|        | 1927             | Caràcters en groc sobre fons negre. "NOVA SCOTIA 1927" centrat a baix.                                       | Sense lema | H12-345 / L12-345                           | |
|        | 1928             | Caràcters en negre sobre fons carabassa. "1928" centrat a dalt i "NOVA SCOTIA" a baix.                       | Sense lema | 12-345 / H12-345                            | Els vehicles de menys de 3.000 lb no porten prefix. Canvi de mides a 6 1/2" x 12" (16,51 x 30,48 cm). |
|        | 1929             | Caràcters en blanc sobre fons vermell. "NOVA SCOTIA 29" centrat a baix.                                      | Sense lema | 12-345                                      | Canvi de mides a 6" x 11" (15,24 x 27,94 cm) fins al 1931. |
|        | 1930             | Caràcters en vermell sobre fons blanc. "30 NOVA SCOTIA" centrat a baix.                                      | Sense lema | 12-345                                      | |
|        | 1931             | Caràcters en blanc sobre fons negre. "NOVA SCOTIA 31" centrat a dalt.                                        | Sense lema | 12-345                                      | La primera xifra (de 2 a 9) indica el codi del comtat. Utilitzat fins al 1971. |
|        | 1932             | Caràcters en negre sobre fons groc. "NOVA SCOTIA 32" centrat a baix.                                         | Sense lema | 12-345                                      | Canvi de mides a 5 1/2" x 11" (13,97 x 27,94 cm) fins al 1938. La primera xifra indica el codi del comtat. |
|        | 1933             | Caràcters en carabassa sobre fons negre. "33 NOVA SCOTIA" centrat a baix.                                    | Sense lema | 12-345                                      | La primera xifra indica el codi del comtat. |
|        | 1934             | Caràcters en blanc sobre fons blau marí. "NOVA SCOTIA 34" centrat a baix.                                    | 12-345     | La primera xifra indica el codi del comtat. | |
|        | 1935             | Caràcters en blau marí sobfre fons blanc. "35-NOVA SCOTIA" centrat a baix.                                   | Sense lema | 12-345                                      | La primera xifra indica el codi del comtat. |
|        | 1936             | Caràcters en blanc sobre fons vermell. "NOVA SCOTIA 36" centrat a dalt.                                      | Sense lema | 12-345                                      | La primera xifra indica el codi del comtat. |
|        | 1937             | Caràcters en groc sobre fons negre. "37-NOVA SCOTIA" centrat a baix.                                         | Sense lema | 12-345                                      | La primera xifra indica el codi del comtat. |
|        | 1938             | Caràcters en negre sobre fons groc. "NOVA SCOTIA" centrat a dalt i "1938" a baix.                            | Sense lema | 12-345                                      | La primera xifra indica el codi del comtat. |
|        | 1939             | Caràcters en blanc sobre fons verd. "NOVA" centrat a dalt i "SCOTIA" a baix. "1939" en vertical a la dreta.  | Sense lema | 12-345                                      | Canvi de mides a 5 1/4" x 12" (13,335 x 30,48 cm) fins al 1940. La primera xifra indica el codi del comtat. |
|        | 1940             | Caràcters en blanc sobre fons negre. "NOVA" centrat a dalt i "SCOTIA" a baix. "1940" en vertical a la dreta. | Sense lema | 12-345                                      | La primera xifra indica el codi del comtat. |
|        | 1941             | Caràcters en negre sobre fons crema. "NOVA SCOTIA '41" centrat a baix.                                       | Sense lema | 1-23-45                                     | Primera placa amb les mides estàndard de 6" x 12" (15,24 x 30,48 cm) La primera xifra indica el codi del comtat. Els caràcter es tornen més prims.                                                                      |
|        | 1942             | Caràcters en negre sobre fons verd pàlid. "NOVA SCOTIA" centrat a dalt i "1942" a baix.                      | Sense lema | 1-23-45                                     | Reestampades i repintades per al 1943 degut a l'aprofitament de metall per la Segona Guerra Mundial. La primera xifra indica el codi del comtat.                                                                        |
|        | 1943–44          | Caràcters en blanc sobre fons negre. "NOVA SCOTIA" centrat a dalt i "1943" a baix.                           | Sense lema | 1-23-45                                     | Plaques del 1942 reestampades i repintades. Revalidades pel 1944 amb un adhesiu al parabrises. La primera xifra indica el codi del comtat.                                                                              |
|        | 1945             | Caràcters en negre sobre fons crema. "SCOTIA '45" centrat a baix.                                            | Sense lema | 1-23-45                                     | La primera xifra indica el codi del comtat. |
|        | 1946             | caràcters en negre sobre fons gris. "NOVA SCOTIA '46" centrat a dalt.                                        | Sense lema | 1-23-45                                     | La primera xifra indica el codi del comtat. |
|        | 1947             | Caràcters en blanc sobre fons negre. "NOVA SCOTIA '47" centrat a baix.                                       | Sense lema | 1-23-45                                     | La primera xifra indica el codi del comtat. |
|        | 1948             | Caràcters en negre sobre fons verd pàlid. "NOVA SCOTIA '48" centrat a baix.                                  | Sense lema | 1-23-45                                     | La primera xifra indica el codi del comtat. |
|        | 1949             | Caràcters en negre sobre fons crema. "NOVA SCOTIA '49" centrat a dalt.                                       | Sense lema | 1-23-45                                     | La primera xifra indica el codi del comtat. |
|        | 1950             | Caràcters en negre sobre fons gris. "NOVA SCOTIA - 50" centrat a baix.                                       | Sense lema | 1-23-45                                     | La primera xifra indica el codi del comtat. |
|        | 1951             | Caràcters en negre sobre fons carabassa. "NOVA SCOTIA - 51" centrat a dalt.                                  | Sense lema | 1-23-45                                     | La primera xifra indica el codi del comtat. |
|        | 1952             | Caràcters en negre sobre fons platejat no pintat. "NOVA SCOTIA - 52" centrat a baix.                         | Sense lema | 1-23-45                                     | La primera xifra indica el codi del comtat. Revalidada pel 1953 amb un adhesiu blau, pel 1954 amb adhesiu negre, pel 1955 amb adhesiu blanc i pel 1956 amb adhesiu verd fosc.                                           |
|        | 1953             | Igual que l'any anterior però amb "NOVA SCOTIA - 53" centrat a baix.                                         | Sense lema | 12-34-56                                    | Emesa només per a nous registres. Revalidada pel 1954, 1955 i 1956 amb adhesius. |
|        | 1953–56          | Igual que l'any anterior però amb "NOVA SCOTIA - 52" centrat a baix.                                         | Sense lema | 12-34-56                                    | La primera xifra indica el codi del comtat. |
|        | 1957             | Caràcters en negre sobre fons blanc. "NOVA SCOTIA '57" centrat a dalt.                                       | Sense lema | 1-23-45 / 12-34-56                          | La primera xifra indica el codi del comtat. |
|        | 1958             | Caràcters en groc sobre fons negre. "NOVA SCOTIA '58" centrat a baix.                                        | Sense lema | 1-23-45 / 12-34-56                          | La primera xifra indica el codi del comtat. |
|        | 1959             | Caràcters en negre sobre fons groc. "NOVA SCOTIA '59" dentrat a dalt.                                        | Sense lema | 1-23-45 / 12-34-56                          | La primera xifra indica el codi del comtat. |

### Models de 1960 fins avui dia
| Imatge | Data d'expedició | Disseny | Lema                                            | Combinació utilitzada | Notes |
| ------ | ---------------- | --- | ----------------------------------------------- | --------------------- | --- |
|        | 1960–61          | Caràcters en groc sobre fons negre. "NOVA SCOTIA '60" centrat a baix.                                                                               | Sense lema.                                     | 1-23-45 / 12-34-56    | Revalidada pel 1961 amb un adhesiu al parabrises. La primera xifra indica el codi del comtat.                                                                                           |
|        | 1962–63          | Caràcters en negre sobre fons groc pàlid. "NOVA SCOTIA '62" centrat a dalt.                                                                         | Sense lema                                      | 1-23-45 / 12-34-56    | Revalidada pel 1963 amb un adhesiu al parabrises. La primera xifra indica el codi del comtat.                                                                                           |
|        | 1964–65          | Caràcters en groc sobre fons negre. "NOVA SCOTIA '64" centrat a dalt.                                                                               | Sense lema                                      | 1-23-45 / 12-34-56    | Revalidada pel 1965 amb un adhesiu al parabrises. La primera xifra indica el codi del comtat.                                                                                           |
|        | 1966–68          | Caràcters en negre sobre fons groc. "NOVA SCOTIA" a baix i descentrat a l'esquerra, "66" dins un rectangle negre a baix a la dreta.                 | Sense lema                                      | 1-23-45 / 12-34-56    | La primera xifra indica el codi del comtat. |
|        | 1969–71          | Caràcters en groc sobre fons negre. "NOVA SCOTIA" centrat a baix i "69" a l'esquerra.                                                               | Sense lema                                      | 1-23-45 / 12-34-56    | La primera xifra indica el codi del comtat. |
|        | 1972–75          | Caràcters en blau cel sobre fons blanc no reflectant. "NOVA SCOTIA" centrat a dalt.                                                                 | "CANADA'S OCEAN PLAYGROUND" a baix.             | 1-23-45 / 12-34-56    | |
|        | 1975–79          | Igual que l'anterior però el blau és més intens i el fons és reflactant.                                                                            | "CANADA'S OCEAN PLAYGROUND" a baix.             | 12-34-56              | |
|        | 1979–89          | Igual que l'anterior. | "CANADA'S OCEAN PLAYGROUND" a baix.             | ABC-123               | Les lletres I, O i Q no s'utilitzen. El 1986 es canvia el material de fabricació, d'acer a alumini.                                                                                     |
|        | 1989–2011        | Caràcters en blau marí sobre fons reflectant blanc. Imatge gràfica de la goleta Bluenose al centre i "NOVA SCOTIA" centrat a baix, tot en blau cel. | "CANADA'S OCEAN PLAYGROUND" en blau cel a baix. | ABC 123               | Premiada com a "Placa de l'any" a la millor matrícula nova de 1989 per l'estatunidenca Associació de Col·leccionistes de Matrícules d'Automòbils (ALPCA). Premi compartit amb Oklahoma. |
|        | 2011–avui dia    | Mateix disseny que l'anterior però sense vores, els caràcters més prims i la imatge de la goleta sensera.                                           | "CANADA'S OCEAN PLAYGROUND" en blau cel a baix. | ABC 123               | |

## Altres tipus

### Personalitzades
La província també ofereix la possibilitat d'utilitzar matrícules personalitzades en vehicles de passatgers, motocicletes i vehicles comercials lleugers. Les combinacions poden tenir de dos fins a set caràcters (inclosos els espais buits) per a automòbils o 6 les motocicletes, podent-se utilitzat totes les xifres (del 0 al 9) i totes les lletres (de la A a la Z). Evidentment no serveix qualsevol combinació i s'ha de complir unes directrius estipulades.
Controvèrsia
El 2017, el govern provincial va revocar la renovació de la matrícula personalitzada de Lorne Grabher, en que es mostrava el seu cognom, "GRABHER", i que tenia des dels anys 1990. El motiu de la revocació fou que la combinació utilitzada era considerada misògina i ofensiva (GRABHER > GRAB HER) Lorne va al·legar davant els tribunals que violava el seu dret a la llibertat d'expressió. No obstant això, l'agost de 2021, el Tribunal d'Apel·lacions de Nova Escòcia va decidir que els seus drets constitucionals no havien estat violats i van concloure que la placa no es podia utilitzar, ja que es podria considerar-se ofensiva sense el context adequat. El 2022, la Cort Suprema del Canadà es va negar a admetre una apel·lació del seu cas.

### Especials
Actualment la província ofereix una llarga llista de diversos tipus de matrícules especials.
| Imatge | Data d'expedició | Tipus                   | Disseny | Combinació utilitzada | Notes |
| ------ | ---------------- | ----------------------- | --- | --------------------- | --- |
|        | 2018-avui dia    | Mi’kmaw Licence Plate   | Caràcters blau marí sobre un fons blanc. Imatge d'un petròglif micmac imprès a l'esquerra, "NOVA SCOTIA" centrat a dalt i "MI’KMA’KI Land of the Mi’kmaq" centrat a baix.           | ABC12                 | Només emesa per a vehicles de passatgers (cotxes i furgonetes) i vehicles comercials lleugers de fins a 5.000 kg (camions i furgonetes). Té un cost addicional de 24 dollars.    |
|        | Avui dia         | Acadia Flag             | Caràcters blau marí sobre fons blanc. Bandera d'Acàdia impresa a l'esquerra, "NOVA SCOTIA" i "NOUVELLE-ÉCOSSE" centrats a dalt.                                                     | BC-123                | Només emesa per a vehicles de passatgers (cotxes i furgonetes) i vehicles comercials lleugers de fins a 5.000 kg (camions i furgonetes). Té un cost addicional de 50 dollars.    |
|        | Avui dia         | Gaelic Licence Plate    | Caràcters blau marí sobre fons blanc. El símbol dels gaèlics de Nova Escòcia imprès a l'esquerra, "NOVA SCOTIA" centrat a dalt i "ALBA NUADH" a baix.                               | ABC12                 | Només emesa per a vehicles de passatgers (cotxes i furgonetes) i vehicles comercials lleugers de fins a 5.000 kg (camions i furgonetes). Té un cost addicional de 50 dollars.    |
|        | 2003-avui dia    | Conservation Plates     | Caràcters blau marí sobre fons blanc. La imatge d'un corriol xiulador imprès a l'esquerra, "NOVA SCOTIA" centrat a dalt i "Conservation - Species at Risk" a baix.                  | B1234                 | Només emesa per a vehicles de passatgers (cotxes i furgonetes) i vehicles comercials lleugers de fins a 5.000 kg (camions i furgonetes). Té un cost addicional de 60,50 dollars. |
|        | 2013-avui dia    | Buy Local Licence Plate | Caràcters blau marí sobre fons blanc. La imatge de la bandera provincial juntament amb la paraula "Select" impresa a l'esquerra, "NOVA SCOTIA" centrat a dalt i "Buy Local" a baix. | ABC12                 | Només emesa per a vehicles de passatgers (cotxes i furgonetes) i vehicles comercials lleugers de fins a 5.000 kg (camions i furgonetes). Té un cost addicional de 50 dollars.    |

### Vehicles comercials
Utilitzen una combinació de caràcters en negre sobre un fons groc de cinc xifres i una lletra (ex. 12-345-A). Conté les paraules "NOVA ESCOCIA" i "COMERCIAL" centrades a dalt i a baix respectivament.

### Motocicletes
Des del 2018 utilitza una combinació de sis xifres (ex. 123456) de color blau sobre fons blanc amb "NOVA SCOTIA" centrada a dalt.

### Trailer
Des del 2012 utilitza una combinació de caràcters en negre sobre fons groc, formada per la lletra T davant de sis xifres (ex. T123-456).

### Vehicles històrics
Utilitza els mateixos colors que els vehicle de passatgers, és a dir, caràcters en blau sobre fons blanc però amb una combinació formada per una lletra i tres xifres (ex. A123) i les parules "ANTIQUE AUTO" a l'esquerra i "NOVA SCOTIA" i "CANADA'S OCEAN PLAYGROUND" centrades a dalt i a baix respectivament.